# Carrière Carpentier
La carrière Carpentier, située sur le territoire la commune d'Abbeville, dans le département de la Somme, est un site préhistorique du Paléolithique inférieur. Elle est classée monument historique en 1983.

## Histoire
Cette ancienne carrière, du nom de son ancien propriétaire, n'est plus exploitée. 
Elle était située à l'époque des fouilles entre la porte Saint-Gilles et la porte du Bois, aujourd'hui, dans le secteur du quartier de l'Espérance.
Plusieurs fouilles archéologiques y ont eu lieu au XIXe siècle, en 1938, en 2015 et en 2016. La carrière a été acquise par l'État en 1938 à l'instigation de Léon Aufrère et l'abbé Breuil.
Les fouilles ont révélé des ossements de grands mammifères ainsi que des bifaces de fabrication humaine.
Cette découverte de bifaces a contribué à ce que Jacques Boucher de Perthes prouve l'existence de ce qu'il a dénommé « l'Homme antédiluvien ».

## Intérêt du site
La carrière ainsi que plusieurs autres à Abbeville (dont la carrière Léon à proximité : 400 mètres) font apparaître plusieurs couches de sédiments dont de la marne blanche ainsi que des sables et graviers contenant des traces de matériaux lithiques. La carrière Carpentier en particulier a délivré deux coups-de-poing grossiers issus de la période acheuléenne. Elle présente une coupe de terrain de 20 m x 4 m, protégée par une toiture.

Les coupes réalisées, protégées par une toiture.
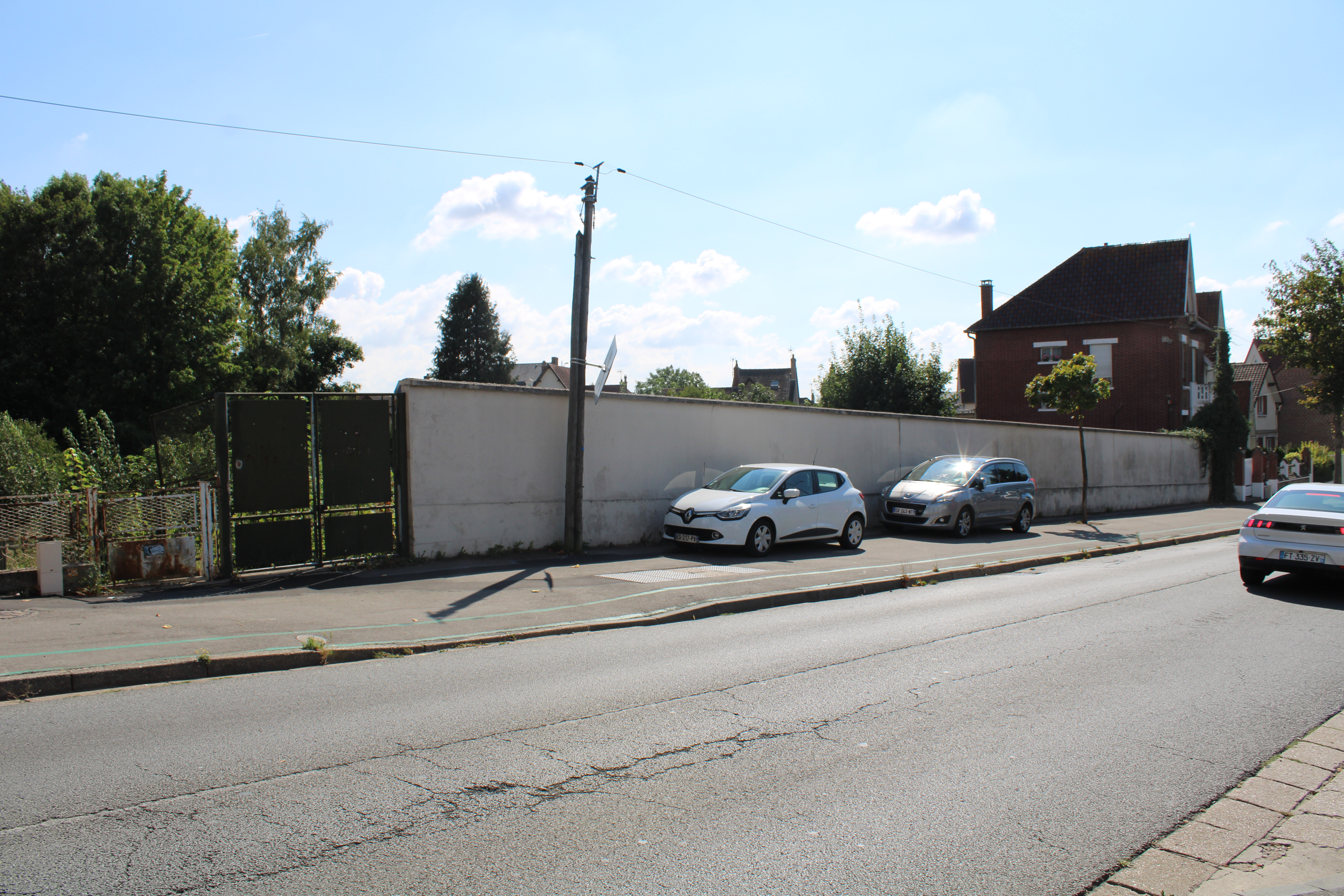
La carrière Carpentier, route de Doullens.
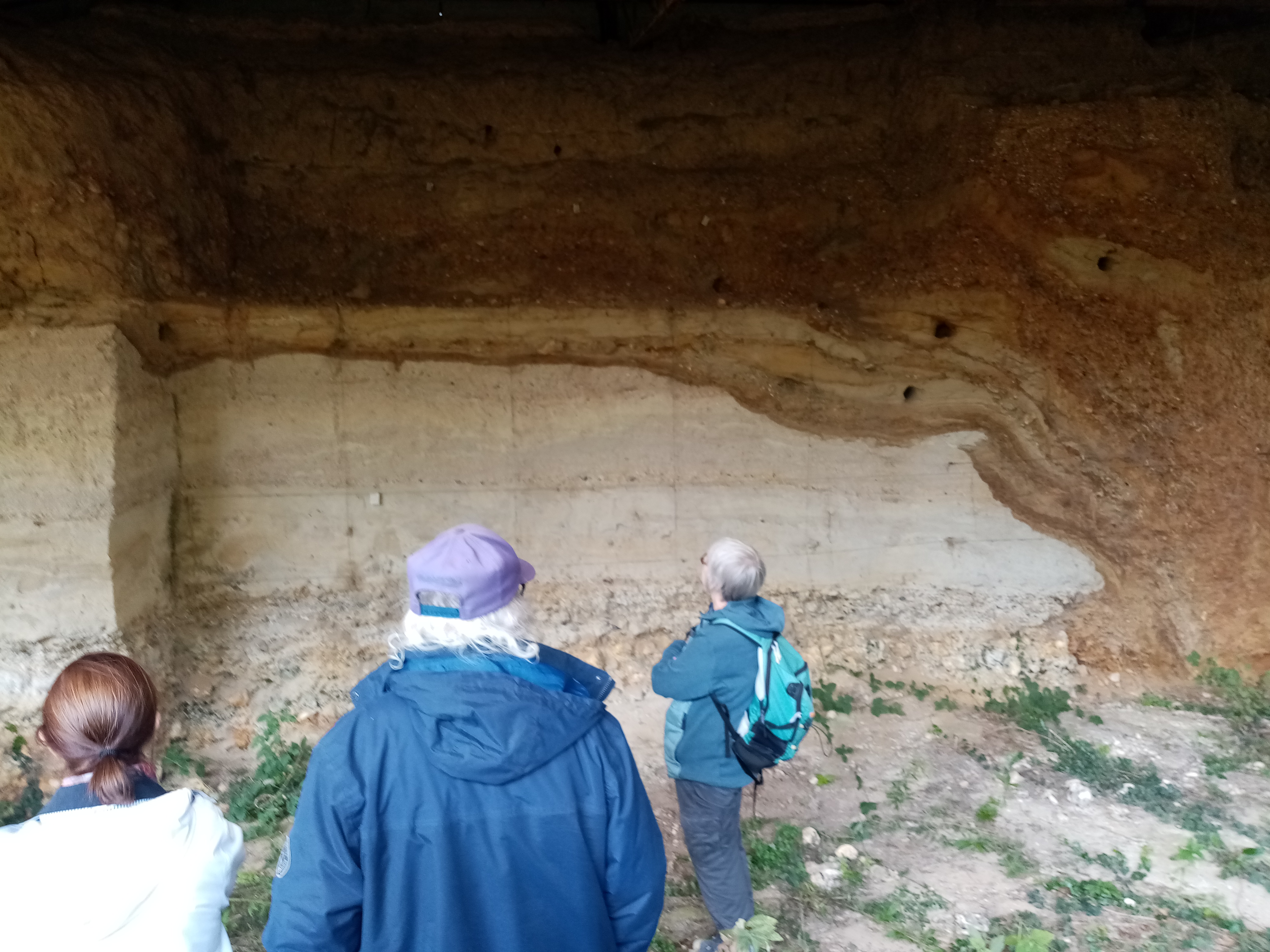
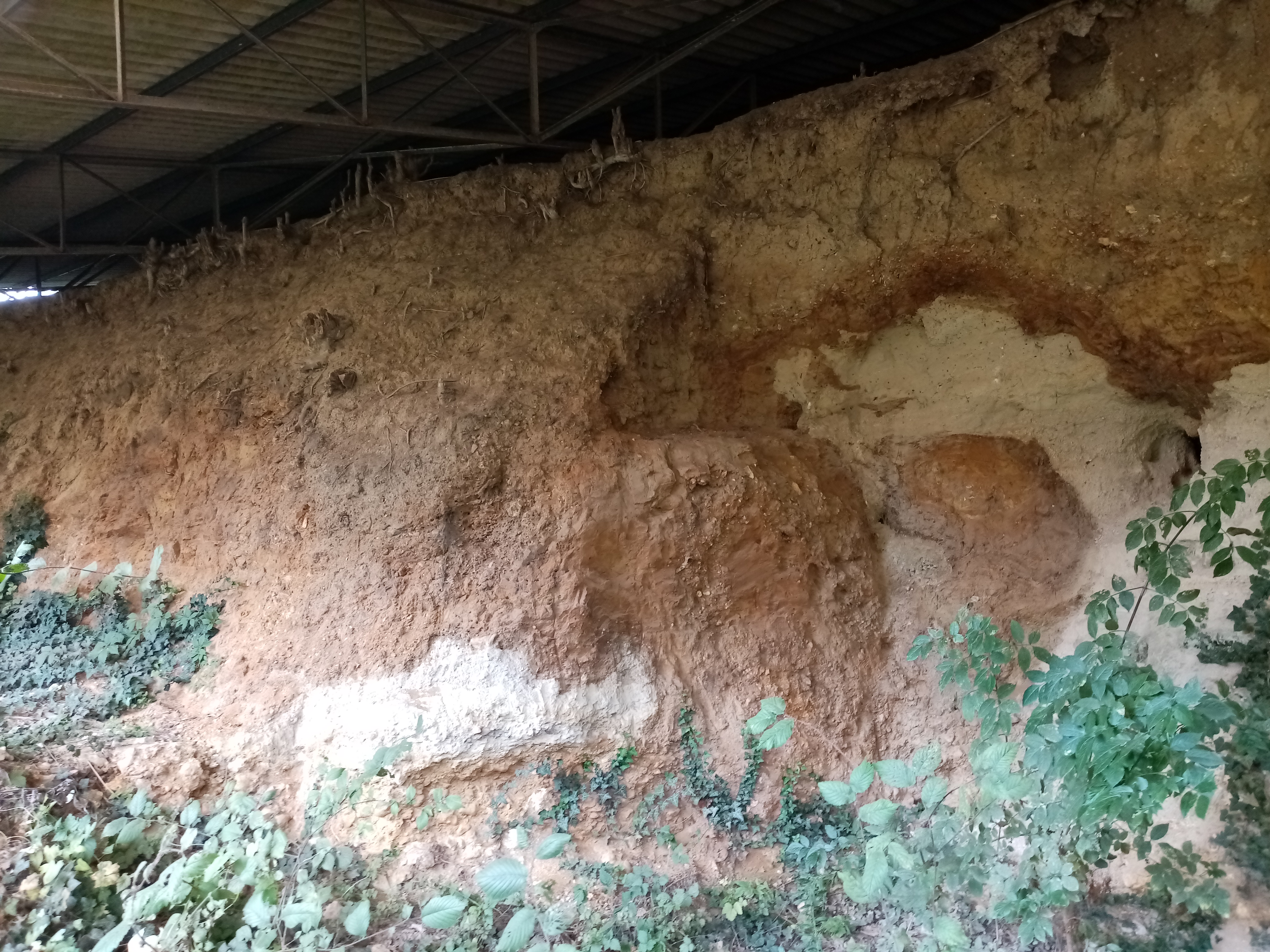
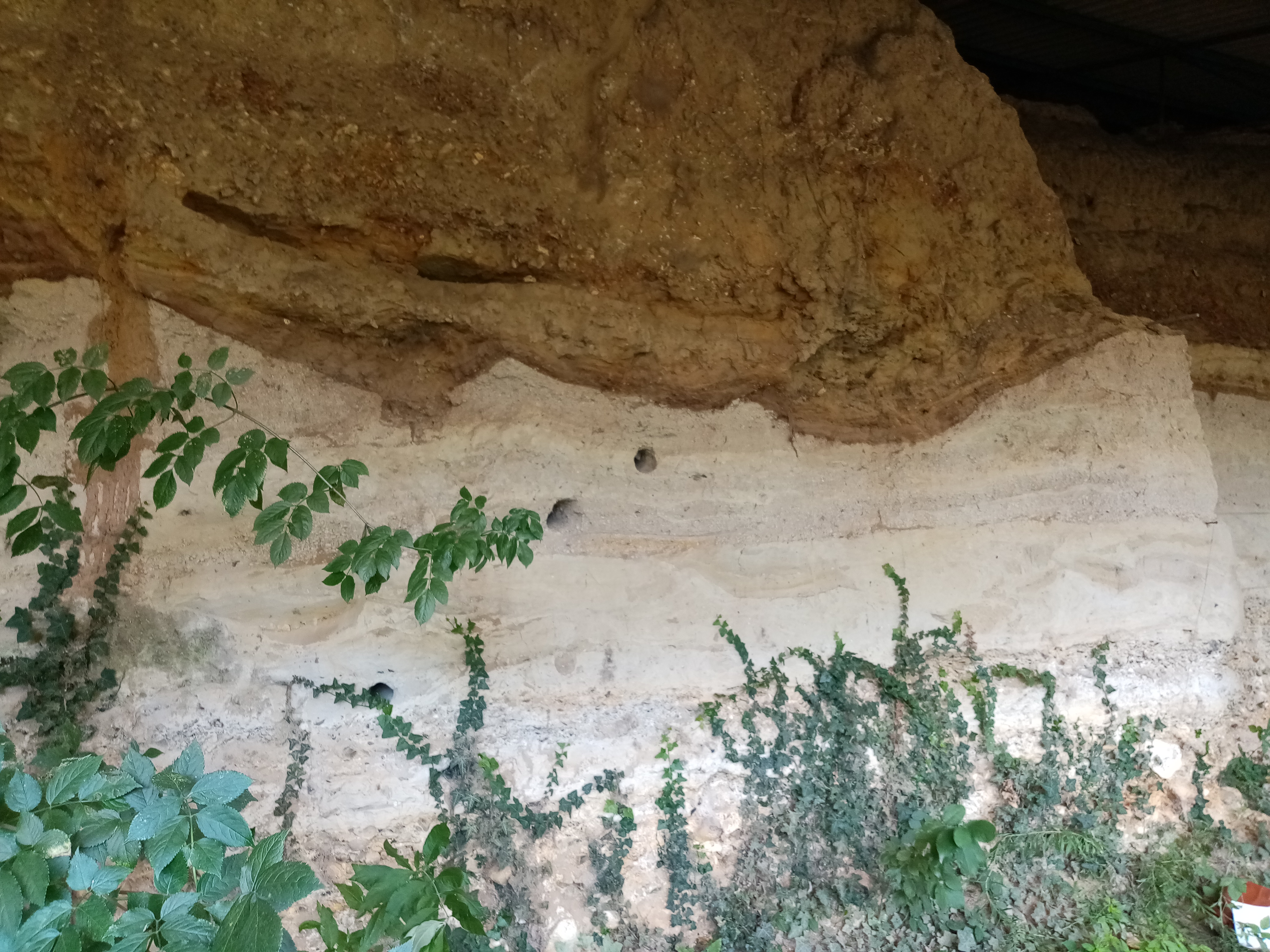